# Robert Müller (wielrenner)
Robert Müller (8 augustus 1986) is een Duits wielrenner die in 2016 reed voor Team Heizomat.

## Carrière
In juni 2017 won hij, met een voorsprong van elf punten op Florian Gaugl, het bergklassement van de Ronde van Opper-Oostenrijk. Vijf maanden later behaalde hij zijn eerste UCI-overwinning toen hij de eerste etappe in de Ronde van Singkarak won.

## Overwinningen
2017
Bergklassement Ronde van Opper-Oostenrijk
1e en 3e etappe Ronde van Singkarak

## Ploegen
- 2016 –  Team Heizomat